# 2029年6月12日日食
2029年6月12日日食是一次日偏食，發生於2029年6月12日（西半球大多為6月11日）。新月當天（即朔日），地球上觀測到月球和太阳的角距離極小，此時月球如果恰好在月球交點附近，穿過太阳和地球之間，與地球、太阳接近一直線，則會出現日食。由於月球偏北或偏南，本影及偽本影從地球以北或以南經過而未接觸地表，只有半影覆蓋了地球北端或南端部分區域，形成日偏食。此次日偏食月球偏北，出現在歐洲中北部、北美洲北部、俄羅斯北部。

此次日偏食過程中月影在地表移動的動畫

通常每年有2次日食，而2029年共有4次，全都是日偏食。本次日食是其中第二次，距下一次日食，2029年7月11日僅1個月。

## 日食概況

### 出現區域
本次日偏食可在北歐、西歐東北部、中歐除西南部外的大部、東歐中北部、格陵蘭中北部、加拿大西北部、美国阿拉斯加州除阿留申群島中西部外的大部、俄羅斯北部看到。依時區不同，歐洲和亞洲大多在6月12日看到日食，北美洲大多在6月11日看到日食，而格陵蘭等處於極晝的部分地區日食從6月11日深夜持續到6月12日凌晨。

### 基本參數
- 類型：日偏食
- 食分最大處（位於加拿大巴芬島東部）資料：
  - 時間：2029年6月12日4:05:00.3
  - 地點：66°48′N 66°12′W / 66.8°N 66.2°W[3]
  - 食分：0.4576（日食帶內最大）[4]

## 相關的日食

### 2029-2032年的日食
月球交替位於相對的月球交點時，以半個交點年（食年），即約177天又4小時間隔出現下列日食。
註：2029年1月14日和2029年7月11日的日偏食屬於上一組交點年系列。
| 日食列表  |           |           |           |           |           |           |           |           |           |           |           |
| 1997-2000 | 2000-2003 | 2004-2007 | 2008-2011 | 2011-2014 | 2015-2018 | 2018-2021 | 2022-2025 | 2026-2029 | 2029-2032 | 2033-2036 | 2036-2039 |

| 降交點   | 降交點                   |          | 升交點                   | 升交點 |
| 沙羅周期 | 地圖                     | 沙羅周期 | 地圖                     |        |
| 118      | 2029年6月12日 偏食（北） | 123      | 2029年12月5日 偏食（南） |        |
| 128      | 2030年6月1日 環食        | 133      | 2030年11月25日 全食      |        |
| 138      | 2031年5月21日 環食       | 143      | 2031年11月14日 全環食    |        |
| 148      | 2032年5月9日 環食        | 153      | 2032年11月3日 偏食（北） |        |

### 沙羅周期
沙羅周期長度為18年11天。本次日食屬於沙羅周期118，共包含72次日食，依次為803年5月24日至929年8月7日的8次日偏食、947年8月19日至1650年10月25日的40次日全食、1668年11月4日至1686年11月15日的2次全環食（亦稱混合食）、1704年11月27日至1957年4月30日的15次日環食、1975年5月11日至2083年7月15日的7次日偏食，總共歷時1280.14年。其中最長的全食發生於1398年5月16日，共持續了6分59秒。
下表列舉了1901年至2100年間發生的屬於該周期的日食，是第62至72次：
| 62            | 63            | 64            |
| ------------- | ------------- | ------------- |
| 1903年3月29日 | 1921年4月8日  | 1939年4月19日 |
| 65            | 66            | 67            |
| 1957年4月30日 | 1975年5月11日 | 1993年5月21日 |
| 68            | 69            | 70            |
| 2011年6月1日  | 2029年6月12日 | 2047年6月23日 |
| 71            | 72            |               |
| 2065年7月3日  | 2083年7月15日 |               |

## 資料來源
1. ↑  樊忠玉. . 中国天文科普网.   [2018-02-02]. （原始内容存档于2014-09-17）.
2. ↑  Fred Espenak. . NASA Eclipse Web Site.   [2018-02-02]. （原始内容存档于2020-10-24）.（英文）
3. ↑  Fred Espenak. . NASA Eclipse Web Site.   [2018-02-02]. （原始内容存档于2020-10-22）.（英文）
4. ↑  Fred Espenak. . NASA Eclipse Web Site.   [2018-02-02]. （原始内容存档于2019-01-23）.（英文）
5. ↑  Fred Espenak. . NASA Eclipse Web Site.（英文）

## 外部連結
- NASA日食專頁（页面存档备份，存于）（英文）
- 可見區域圖和時間統計：由弗雷德·埃斯佩納克做出的日食預報，NASA/GSFC
  - 貝塞爾元素

| \| \| 日食 \|                             |                              |                                           |
| 上一次日食： 2029年1月14日日食 （日偏食） | 2029年6月12日日食 （日偏食） | 下一次日食： 2029年7月11日日食 （日偏食） |
| 上一次日偏食： 2029年1月14日日食          | 2029年6月12日日食 （日偏食） | 下一次日偏食： 2029年7月11日日食          |
|                                           | 日食                         |                                           |